# August Burchard Raphael von Rosenberg-Gruszczynski
August Burchard Raphael von Rosenberg-Gruszczynski (* 12. Dezember 1770 in Schönwalde; † 8. November 1836 ebenda) war ein preußischer Landrat. Er stand nacheinander dem Kreis Kulm und dem Kreis Graudenz vor. 
Er stammte aus der preußischen uradligen Familie Rosenberg-Gruszczynski. Sein Vater Franz Heinrich von Rosenberg-Gruszczynski (* 1721; † 1792) war polnischer Generalmajor und Gutsbesitzer. Seine Mutter Albertine Sophie Caroline (* 1743; † 1809) war eine geborene Gräfin von Rittberg. Er hatte dreizehn Geschwister, darunter den jüngeren Bruder Adolf von Rosenberg-Gruszczynski (* 1779; † 1844), der in der Preußischen Armee bis zum Generalmajor aufstieg. 
August Burchard Raphael von Rosenberg-Gruszczynski trat um 1785 in die Preußische Armee ein, wo er in einem Dragonerregiment zuletzt als Leutnant diente.
1793 sollte er als Nachfolger von August Christian Ludwig von Puttkamer, der als Kriegs- und Domänenrat an die Kriegs- und Domänenkammer zu Posen gewechselt war, neuer Landrat des Kreises Kulm in Westpreußen werden. Seine förmliche Ernennung zog sich bis 1797 hin. Als 1818 der Kreis Kulm neu zugeschnitten wurde, wurde er erster Landrat des neugebildeten Kreises Graudenz.
Er war verheiratet mit Johanne Charlotte geborener von der Marwitz (* 1778; † 1861). Aus der Ehe gingen vier Töchter und ein Sohn hervor.